# Вела Гутьеррес
Вела Гутьеррес  (исп. Vela Gutiérrez; ? — 1160) — леонский дворянин и майордом. Вначале он основал монастырь Санта-Мария-де-Ногалес в 1150 году, но потерпел неудачу и так и не завершил строительство монастыря, который был окончательно основан позднее.

## Биография
Вела был сыном графа Гутьерре Бермудеса. Весьма необычно для сына графа в Леоне XII века, но сам он никогда не достигал графского звания. К нему обращались только как к «моему рыцарю» (militi meo) 14 мая 1149 года, когда император Альфонсо VII пожаловал ему деревню Моралес-де-Рей с территорией Ногалеса в наследственном праве «со всеми ее атрибутами … за его заслуги» (cum toto eius honore … pro servitio). Это, вероятно, указывает на то, что он тогда служил при королевском дворе, это также может указывать на то, что он сам был посвящен в рыцари самим Альфонсо. После того, как после посвящения в рыцари второго сына императора Фернандо Вела Гутьеррес был назначен его майордомом (с 1136 года).
Вела Гутьеррес женился на Санче Понсе де Кабрера (? — 1176), дочери каталонского дворянина Понсе Хиральдо де Кабреры. Он принял герб её семьи и выставил его на могилах себя и своей жены в монастыре Ногалес. Вела и Санча пожертвовали монастырю Вега несколько домов, которыми они владели в городе Леон. Начиная где-то после 23 апреля 1148 года, вероятно, в 1149 году, он правил феодом Ла-Кабрера, который был пожалован ему короной, вероятно, по просьбе его тестя, который уступил его именно для этой цели, вероятно, чтобы служить свадебным подарком. Вела управлял Ла-Кабрерой до тех пор, пока 29 сентября 1156 года она не перешла обратно к Понсе Хиральдо.
В апреле 1150 года Вела и Санча основали бенедиктинский монастырь в Ногалесе с несколькими монахинями из галисийского дома Сан-Мигель-де-Боведа, тогда еще просто приората Сан-Клодио-дель-Рибейро. В уставе основания монастыря, составленном в Саламанке перед его тестем, вела благодарит Понсе за помощь, оказанную ему в приобретении у Альфонсо имущества, на котором должен был быть построен монастырь.
В течение десяти лет новый монастырь потерпел крах. Согласно источнику XVI века, Вела Гутьеррес так и не завершил строительство своего монастыря, и после его смерти монахини вернулись в Галисию, уступив Ногалес Санче. Тумбо (картулярий) шестнадцатого века из Ногалеса обвиняет монахинь в отсутствии решимости и дисциплины. В 1164 году вдова Велы передала имущество несуществующего монастыря аббатству Мореруэла, которое восстановило его вместе с несколькими цистерцианскими монахами. Помимо монастыря, которое он пытался основать, Вела сделал два пожертвования с разницей в двенадцать лет (1 марта 1143 и 20 марта 1155 года) монастырю в Собрадо вместе со своей матерью Тодой Перес и дядей Родриго Пересом де Траба. 23 и 29 июня 1141 года Вела Гутьеррес и его двоюродный брат Гонсало Альфонсо передали свои участки монастыря Лапедо брату Гонсало Педро Альфонсо.
У Велы и Санчи было шесть сыновей — Фернандо, Гарсия, Хуан, Педро, Понсе и Родриго — и одна дочь Мария. 5 июня 1181 года три брата Фернандо, Хуан и Педро, а также Суэро Мелендес пожаловали своей сестре унаследованное ими поместье в Хеме с условием, что после ее смерти оно перейдет к аббатству Фонтевро и там будет основан монастырь. Миряне из семейства Вела однако сохранялось право вето на избрание настоятельницы, которая должна была быть из числа их родственников. Мирянкам из клана Вела предоставлялась возможность жить и получать уход в монастыре, не прибегая к этому обычаю.